# معتزله
معتزله از جریان‌های اصلی کلامی در میان اهل سنت است. عقل و خرد را به تنهایی برای پیروی از اسلام راستین کافی می‌دانستند؛ و گاهی نظرات فلاسفه را با دین مخلوط می‌ساختند. بعدها اشاعره برخاستند و جانشین اهل حدیث شدند. اشاعره را می‌توان جمع میان معتزله و اهل حدیث دانست ولی آن‌ها نیز عقاید معتزله را مردود می‌دانستند.
تأکید معتزله بر روی عقل آنچنان جدی بود که برخلاف بسیاری از فقها که حدیث را مطلق می‌دانستند، آنان اعتقاد داشتند که در تعارض حدیث با عقل، عقل مقدم است. به علاوه و باز برخلاف نظر بسیاری از علما، اعمال و احادیث صحابه را مطلق و لازم‌الاجرا نمی‌دانستند. اما اساسی‌ترین و در عین حال بحث‌انگیزترین موضع‌گیری معتزله در بحث پیچیده مخلوق (حادث) یا غیر مخلوق (قدیم) بودن قرآن پیش‌آمد.

## تاریخچهٔ تشکیل
ظهور این مکتب در زمان بنی امیه و در دوران حکومت عبدالملک مروان به سال ۶۵ تا ۸۶ هجری قمری است. معتزلیان طرفدار قدرت و حریت انسان بودند و آدمی را در رفتار و کردار خویش آزاد می‌دانستند. اساس مذهب معتزله مبتنی بر خردگرایی و آزاداندیشی است. اینان ابتدا به اصحاب العدل و عدلیه شهرت یافتند. معتزله اعمال بندگان را به اختیار خودشان می‌دانستند از این جهت قَدَریه نامیده شدند.
مؤسس فرقه معتزله ابوحذیفه واصل بن عطا الغزال است که شاگرد حسن یصار بصری بود. وی متولد مدینه در سال ۲۱ هجری قمری است و در سال ۱۱۰ نیز وفات یافته‌است. وی به رواج این اعتقاد پرداخت که هر کس مسئول رفتار خودش است و خداوند افعال بندگان را به خودشان واگذاشته است. در نظر ایشان اعمال بندگان به قَدَر (اختیار) انسان نسبت دارد. معتزله صفات ازلی خداوند را عین صفات ذاتی او می‌دانند و معتقدند اگر جز این باشد باید مانند مشرکان به چندخدایی قائل باشیم که خلاف توحید است.

## وجه تسمیه
گفته شده چون واصل بن عطاء حلقهٔ درس حسن بصری را رها کرد و حلقهٔ درس جدیدی بر اساس اعتقادات خود تشکیل داد این فرقه را فرقهٔ اعتزال (کناره‌گیری) نامیده‌اند.
همچنین گفته شده چون معتزله از جنگ جمل و صفین اعتزال (دوری) جستند به این نام شهرت یافتند. در جریان جنگ جمل و صفین بسیاری از صحابه از شرکت در جنگ تردید کردند. آن‌ها از شرکت در جنگ دوری کردند. (اعتزال جستند) می‌گفتند بر ما روشن نیست کدام یک از دو طرف حق و کدام یک باطل است. به پیروان خود می‌گفتند در فتنه عبدالله مقتول باش نه عبدالله قاتل. مهم‌ترین معتزله ابوموسی اشعری و عبدالله بن عمر بودند. البته با توجه به تاریخ حیات واصل بن عطا (۸۰–۱۳۱ ه‍. ق.)، این مطلب قابل قبول نیست.

## عقاید
معتزله اصول اعتقادی خود را پنج اصل بر می‌شمرند:

### توحید
توحید مراتبی دارد که عبارت است از:
- توحید ذاتی: مقصود آن است که خداوند شریک و همتایی ندارد.
- توحید صفاتی: یعنی صفات خداوند از نظر مفهوم متعددند، ولی از حیث مصداق و واقعیت عینی کثرت و تعددی در آن‌ها نیست و همگی عین هم و عین یکدیگرند.
- توحید افعالی: یعنی همه آثار و افعالی که در گستره آفرینش تحقق می‌یابد، به حول و قوه الهی است.
- توحید در عبادت: بدین معنا که جز خدای یگانه کسی شایسته پرستش نیست.

از اقسام یاد شده آنچه مورد تأکید معتزله قرار گرفته‌است توحید صفاتی است که آنان هرگونه صفت زاید بر ذات را نفی می‌کنند. آنان معتقدند: خداوند به ذات خویش، عالم، قادر، و حیّ است، نه به واسطه علم، قدرت و حیات که صفات قدیمه و معانی قائم به ذات او هستند. نا گفته نماند که دفاع از توحید صفاتی از ویژگی‌های معتزله نبوده، بلکه پیش از آنان امامان شیعه آن را تبیین و تحکیم نموده و سخنان آنان الهام بخش متکلمان امامیه و نیز معتزله گشته‌است.

### عدل
اشاعره معتقد بودند چون خدا انسان را آفریده هر جور که با وی برخورد کند عدل است. اگر همه را به دوزخ بفرستد گناهی نکرده و اگر همه را به بهشت بفرستد اشتباهی مرتکب نشده‌است؛ ولی معتزله می‌گفتند ستم و جور به خودی خود برای خداوند مناسب نیست و خدایی که حکیم است چنین کاری نمی‌کند و عدل به همان مفهومی که برای انسان است برای خدا هم هست.
شیعه و معتزله هر دو مسئله عدل را قبول دارند.

### وعده و وعید
از اعتقادات معتزله این است که خدا در عمل به وعده و وعیدهایش صادق است. وعد به معنای نوید پاداش و وعید به معنای تهدید به کیفر است. معتزله می‌گویند همان گونه که خداوند در نویدها و پاداش‌ها به حکم ان الله لا یخلف المیعاد خلف وعده نمی‌کند، بلکه محال است خلف وعده نماید دربارهٔ کفر نیز تخلف نمی‌کند. تمام وعیدهایی که در قرآن نسبت به فاسقان و تبهکاران آمده عملی می‌شود، مگر این که در دنیا توبه کنند. این نظریه مخالف دیدگاه مرجئه است که می‌گویند عفو الهی گسترده‌است و شامل معصیت‌کاران می‌شود. گروه‌های غیر معتزله مانند امامیه که قائل به حسن و قبح عقلی افعال هستند، وفای به وعد را واجب، اما وعید را غیر واجب می‌دانند، چون وعید حق خداوند بزرگ است و می‌تواند از حق خود درگذرد و آن عفو است. پس هر که را بخواهد عفو کند و هر که را بخواهد عقاب.

### منزلة بین المنزلتین
به این معنی است که فرد مرتکب گناه کبیره نه کافر است و نه مؤمن بلکه فاسق و مستحق آتش جهنم است. کفر و ایمان-بدین معنا که مرتکب گناه کبیره نه مؤمن است و نه کافر. آنان با این اصل باور خوارج و مرجئه را مردود می‌دانند، زیرا خوارج بر این باورند که ارتکاب گناه کبیره مساوی با کفر است و مرجئه می‌گفتند: اگر انسان از نظر عقیده و ایمان که امری قلبی است مسلمان باشد، چنانچه ایمان درست بود مانعی ندارد که انسان فاسد باشد. بدین ترتیب آنان می‌گفتند: حاکم هر چند گناه کند بر مقام خویش ـ حکومت ـ باقی است و اطاعتش واجب و نماز پشت سر او صحیح است. این دیدگاه نخستین نظریه‌ای بود که معتزله آن را مطرح نمودند.

### امر به معروف و نهی از منکر
معتزله وجوب امر به معروف و نهی از منکر را کفایی و مشروط به شرایطی می‌دانستند و شدیدترین مرتبه آن (قتال) را از شئون حکومت و وظایف رهبری اسلامی می‌دانستند، در حالی که خوارج امر به معروف و نهی از منکر را مشروط به هیچ شرطی نمی‌دانستند، اما معتزله بر این باورند که شناخت معروف و منکر اختصاص به شرع ندارد، بلکه عقل نیز قادر است پاره‌ای از معروف‌ها و منکرات را درک کند و ثانیاً مشروط به وجود امام نیست، بلکه وظیفه عموم مسلمانان است.
البته مهم‌ترین عقاید معتزله یکی حادث (جدید) و مخلوق بودن قرآن و دیگری در مسئله جبر و اختیار است.

### مخلوق بودن قرآن
یکی از بحث برانگیزترین موضوعاتی که در قرون اولیه اسلام در میان علما پیش آمد و اختلافات زیادی را سبب شد موضوع مخلوق یا غیرمخلوق بودن قرآن بود. بسیاری از علما معتقد بودند که قرآن در زمان پیامبر خلق نشده بلکه ذات آن ازلی بوده و همواره وجود داشته‌است. اما معتزله که تأکید زیادی بر روی اصل توحید داشتند، چنین برداشتی از ذات قرآن را مغایر با توحید می‌دانستند؛ زیرا از دید آنان، اعتقاد به اینکه قرآن حادث نشده و از قدیم بوده ایجاب می‌کرد که در این صورت قرآن جزئی از ذات پروردگار باشد که چنین امری از دید معتزله شرک بوده و حداقل مغایر با اصل توحید و ذات خداوند.

### مسئله جبر و اختیار
در خصوص مسئله جبر و اختیار که بحث‌ها و مجادلات زیادی را میان مسلمانان بوجود آورده بود، معتزله قائل به آزادی و اختیار عمل انسان بودند. البته بحث جبر و اختیار قبل از معتزله بوجود آمده بود و گروه‌هایی همچون قدریه و جبریه که اولی قایل به اختیار و دومی گرایش به جبر داشت نیز بوجود آمده بودند. اما تمایل معتزله به اختیار باعث استحکام و متحول شدن این گرایش گردید چه، آنان در دفاع از اندیشهٔ اختیار از مبانی فلسفی و منطق کلامی بهره می‌بردند؛ بنابراین اگرچه آنان وارثین قدریه بودند اما در پرورش استدلال و مبانی تفکراتشان به مراتب فراتر از قدریه رفتند. آنان معتقد بودند که اگر انسان در انجام اعمالش دارای اختیار نباشد و مرتکب گناهی شود و سپس به واسطهٔ ارتکاب آن گناه خداوند به او کیفر دهد، چنین امری با اصل عدل و عادل بودن خداوند مغایرت پیدا می‌کند، زیرا خداوند بنده اش را بواسطهٔ عملی کیفر داده‌است که خود آن را می‌خواسته و اراده کرده‌است؛ بنابراین لازم است که درجه‌ای از آزادی و انتخاب برای انسان قایل شویم به گونه‌ای که اعمال او را در نهایت ناشی از اراده و اختیار خود او بدانیم. آنچه شهرت دارد معتزله در مسئله جبر و اختیار بر دیدگاه تفویض باور دارد؛ لیکن در مقاله ای با نام «تأملی در نسبت تفویض به معتزله» این نسبت مورد تردید واقع شده‌است.
همچنین معتزله به دوزخ و بهشت و معاد باور نداشتند و پل صراط را افسانه ای می‌دانستند و ترازوی حساب را پنداری کودکانه و برای همهٔ اینها مفهوم‌هایی مجازی قائل بودند.

## واکنش خلفا
در زمان بنی‌امیه، معتزله قدرت چندانی نداشت و خلفای بنی‌امیه نیز خیلی متعرض معتزله نمی‌شدند. آن‌ها بیشتر حامی جریان مرجئه و درگیر با جریان خوارج بودند. البته به نظر برخی چون خنجی، بنی‌امیه از مخالفان معتزله محسوب می‌شدند به نحوی که یکی از بنی‌امیه دست و پای یکی از رهبران معتزله را قطع نمود و دستور داد تا وی را در سطل زباله انداختند تا جان داد. اما در زمان حکومت بنی‌عباس، به دلیل اینکه عقاید معتزله هماهنگ با سیاست‌های آن‌ها بود، معتزله مورد حمایت دستگاه خلافت قرار گرفت و به ارج و منزلتی بالا دست یافت. در میان خلفای عباسی، از جمله مأمون به حمایت از معتزله پرداخت و مخالفان آن‌ها (اهل سنت، اهل حدیث) را تحت فشار قرار داده و به زندان انداخت.
در زمان خلافت مأمون (۱۹۸_۲۱۸ ه‍.ق) آیین معتزله اسلام رسمی خلافت شناخته شد، ولی انگیزهٔ مأمون در این اقدام حسابگری‌های سیاسی بود. وی می‌کوشید تا مذهبی واحد و اجباری را برای همهٔ مسلمانان برقرار سازد، زیرا از همان نیمهٔ دوم سدهٔ نخست هجری نهضت‌های خوارج و شیعیان و خرمدینان کار را برای خلافت دشوار کرده بودند، بدین جهت مأمون برای فرونشاندن این جنبش‌ها و پایان بخشیدن به مخالفت‌های گسترده، استقرار یک مذهب واحد دولتی را ضروری دانسته بود.
معتزله نخستین کسانی بودند که اصل وجود یک مذهب دولتی را که برای همهٔ مسلمانان اجباری باشد اعلام کردند و تعقیب کسانی را که مخالفت آنان فکر می‌کردند ضروری شمردند. فرمان مربوط به رسمیت معتزله در سال ۲۱۲ هجری از جانب مأمون صادر شد و چند سال بعد فرمان تازه ای از طرف او صدور یافت که بموجب آن قاضیان و علما و فقیهان می‌بایست از لحاظ معتقدات دینی مورد امتحان واقع شوند و هرکس که از قبول معتقدات معتزله امتناع ورزد محکوم به تبعید شود. امام احمد بن حنبل مؤسس مذهب حنبلی از جملهٔ این تبعید شدگان است. در زمان مأمون یک سازمان بازرسی مذهبی بنام «محنه» تأسیس شد که نوعی از دیوان‌های تفتیش عقاید بعدی کلیسای کاتولیک بود معتصم و واثق نیز روش مأمون را ادامه دادند. اما متوکل و قادر به مخالفت با معتزله پرداخته و با تحت فشار قرار دادن جریان عقل‌گرایی و از جمله معتزله، این جریان را در انزوا فروگذاردند. همچنین مأمون امیر الکافرین و واثق و معتصم کافر خوانده شدند.
ورود «صلاح الدین ایوبی» به مصر آخرین ضربه را بر معتزله وارد ساخت و چندی نیز مورد تاخت و تاز آن قوم بودند.
معتزله پیش از سرکوبگری شدید دوران المتوکل به نوزده فرقهٔ فرعی تقسیم شد.

## گرایش مذهبی
معتزله را نباید صرفاً یک مذهب مستقل در نظر گرفت. رهبران معتزله از آغاز فقهی حنفی داشتند. در قرن ۵ بسیاری از معتزله به مذاهب شیعی (عمدتاً زیدیه) پیوستند و معتزلهٔ بصره نیز به اهل سنت پیوستند. از این رو در تاریخ معتزلهٔ متأخر را با نام شیعی معتزلی و سنی معتزلی می‌شناسیم. آن چنان‌که زمخشری می‌گوید در گذشته کسانی که به وعد و وعید و منزله بین المنزلتین اعتقاد داشتند معتزله می‌گفتند ولی در زمان‌های بعد معتزله شهرت کسانی شد که به عدل و توحید معتقد بودند.

## فرقه‌های منسوب به معتزله
1. الحسنیه
2. الواصلیه
3. هذیلیه
4. نظامیه
5. بشریه
6. الکعبیه
7. هشامیه
8. جبائیه
9. جاحظیه
10. معمریه
11. خیاطیه
12. مداریه
13. شمامیه
14. خابطیه
15. هاشمیه
16. اسکافیه
17. اسواریه
18. جعفریه
19. حماریه
20. عمرویه